# Woodville (Texas)
Pour les articles homonymes, voir Woodville.
La ville américaine de Woodville est le siège du comté de Tyler, dans l’État du Texas. Elle comptait 2 586 habitants lors du recensement de 2010.

## Histoire
La ville est dénommée en mémoire de George Tyler Wood de 1847 à 1849.

## Géographie
Woodville se trouve à l'intersection des autoroutes U.S. Route 69, U.S. Route 190 et U.S. Route 287.

## Démographie
| Groupe            | Woodville | Texas | États-Unis |
| ----------------- | --------- | ----- | ---------- |
| Blancs            | 70,0      | 70,4  | 72,4       |
| Afro-Américains   | 26,5      | 11,9  | 12,6       |
| Autres            | 1,4       | 11,2  | 7,3        |
| Métis             | 1,5       | 2,7   | 2,9        |
| Asiatiques        | 0,6       | 3,8   | 4,8        |
| Total             | 100       | 100   | 100        |
|                   |           |       |            |
| Latino-Américains | 4,4       | 37,6  | 16,7       |

Selon l'American Community Survey, pour la période 2011-2015, 99,44 % de la population âgée de plus de 5 ans déclare parler l'anglais à la maison, 0,28 % l'espagnol et 0,28 % le français.

## Source
- (en) Cet article est partiellement ou en totalité issu de l’article de Wikipédia en anglais intitulé « Woodville, Texas » (voir la liste des auteurs).

1. ↑  (en) « Woodville, TX Population - Census 2010 and 2000 », sur censusviewer.com.
2. ↑  (en) « Population of Texas - Census 2010 and 2000 », sur censusviewer.com.
3. ↑  (en) « Language spoken at home by ability to speak English for the population 5 years and over », sur factfinder.census.gov.